# Lena Junoff
Lena Junoff, egentligen Lena Margareta Jung, född 16 maj 1942, är en svensk schlagersångerska som hade framgångar under 1960-talet men aldrig lyckades få det riktigt stora genombrottet, trots att hon sjöng och uppträdde med flera av de största artisterna. Möjligen berodde det på att hon var utlevande, frispråkig och skandalomsusad vilket inte fungerade för en kvinnlig schlagerartist på 1960-talet. I början av 1970-talet fick bland annat en privat sexfilm med henne spridning och hon sjöng på Johnny Bodes ekivoka skiva Bordellmammas dotter, men då hade hennes karriär redan stagnerat.

## Biografi
Lena Junoffs far var underhållare och uppfinnare med rysk bakgrund och hennes mor hade finska rötter. De första fem åren bodde de hos Lena Junoffs morföräldrar i Borås, men flyttade sedan till Göteborg, men hon fortsatte spendera somrarna hos morföräldrarna i Borås. Vid 16 års ålder fick hon sitt första arbete som sångerska hos Borås polisorkester. I Göteborg umgicks hon i kretsarna kring inneklubben Cue Club, med bland andra Hep Stars, och hon arbetade som schlagersångerska. Hon skivdebuterade 1966 under namnet Adah Helene, och spelade på amerikanska militärbaser i Tyskland. År 1967 uppträdde hon tillsammans med Heps Stars i tysk TV, i ett underhållningsprogram när färg-TV introducerades, programmet sågs av 82 miljoner personer. Under namnet Margaret Lee lanserades hon i England, och arbetade parallellt på skivbolaget Olga som bland annat artistbokare i Sverige.
År 1970 kontaktades hon av Duke Ellington för att vara sångerska under en Europaturné. De blev ett par och hon följde med till New York efter turnén där hon under några månader sjöng med honom på Rainbow Room, men tvingades att åka hem efter en sjukdom, och även förhållandet upplöstes. Hon försökte sig på en karriär i Sverige och sjöng i orkestrar, hon spelade bland annat in skivan Bordellmammans dotter med ekivoka låtar av Johnny Bode och en av hennes singlar hamnade på svensktoppen men karriären stagnerade.
År 2014 skulle journalisten Bo Sjökvist göra en dokumentär om Johnny Bode och sökte därför upp Lena Junoff för en intervju. Hon berättade då anekdoter ur sitt liv och Bo Sjökvist valde istället att göra en berättelse om hennes liv. I många av anekdoterna ingick mat som en del av berättelsen eller när den berättades, så han ville ha med recepten. Han kontaktade serietecknaren Pontus Lundkvist och de gjorde boken Lena Junoff  - Primadonnan från Hisingen, ett seriealbum med Lena Junoff berättelser och recept.
Albumet gjorde att en ny publik hittade Lena Junoff och tillsammans med undergroundartisten Hanna Chawki bildade hon bandet Cosmic Ellington Girls. Linus Kuhlin skrev boken För bra för att vara sann om hennes liv och karriär, som gavs ut i samband med att hon fyllde 80 år. Han noterade att trots sin frispråkighet så lämnade hon stora luckor när hon berättade om sitt liv och sin karriär.

## Biografier
- Lundkvist, Pontus; Sjökvist Bo, Junoff Lena (2014). Lena Junoff: primadonnan från Hisingen : en biografisk kokbok (1. uppl.). Sundbyberg: Kartago. Libris 16465363. ISBN 9789175150703
- Kuhlin, Linus (2022). För bra för att vara sann: Lena Junoffs osannolika liv och karriär. [Hägersten]: Pug förlag. Libris s6h25642q61hgjqg. ISBN 9789188699688